# Judge Reinhold
Edward Ernest "Judge" Reinhold Jr. (Wilmington, 1957. május 21. –) amerikai színész.
Olyan 1980-as évekbeli sikerfilmekből ismert, mint a Bombázók a seregnek (1981), a Változó világ (1982) és a Borzasztó emberek (1986). 
1984-ben a Beverly Hills-i zsaru című akcióvígjáték szereplője volt. 1987 és 2024 között a filmsorozat további három részében is feltűnt. Fontosabb alakítása volt még a Télapu (1996) című karácsonyi vígjátékban és annak két folytatásában.
1994-ben a Seinfeld című szituációs komédia vendégszereplőjeként jelölték Primetime Emmy-díjra.

## Filmográfia

### Film
| Év   | Magyar cím                               | Eredeti cím                           | Szerep                             | Magyar hang          |
| ---- | ---------------------------------------- | ------------------------------------- | ---------------------------------- | -------------------- |
| 1980 |                                          | Running Scared                        | Leeroy Beecher                     |                      |
| 1981 | Bombázók a seregnek                      | Stripes                               | Elmo Blum közlegény                | Kocsis György        |
| 1981 | Bombázók a seregnek                      | Stripes                               | Elmo Blum közlegény                | Pálmai Szabolcs      |
| 1982 | A sátán keze                             | Pandemonium                           | Glen Dandy                         |                      |
| 1982 | Változó világ                            | Fast Times at Ridgemont High          | Brad Hamilton                      | Bozsó Péter          |
| 1983 | A fegyelem urai                          | The Lords of Discipline               | Macabbee                           |                      |
| 1984 | Szörnyecskék                             | Gremlins                              | Gerald Hopkins                     | Jáki Béla            |
| 1984 | Országúti csetepaté                      | Roadhouse 66                          | Beckman Hallsgood Jr.              |                      |
| 1984 | Beverly Hills-i zsaru                    | Beverly Hills Cop                     | William "Billy" Rosewood nyomozó   | Kaszás Attila        |
| 1985 | Főhivatal                                | Head Office                           | Jack Issel                         | Józsa Imre           |
| 1986 | Kamuzsaru                                | Off Beat                              | Joe Gower                          |                      |
| 1986 | Borzasztó emberek                        | Ruthless People                       | Ken Kessler                        | Reisenbüchler Sándor |
| 1987 | Beverly Hills-i zsaru 2.                 | Beverly Hills Cop II                  | William "Billy" Rosewood nyomozó   | Kaszás Attila        |
| 1988 | Egymás bőrében                           | Vice Versa                            | Marshall Seymour / Charlie Seymour | Stohl András         |
| 1989 |                                          | A Soldier's Tale                      | The Yank                           |                      |
| 1989 | Rosalie vásárolni megy                   | Rosalie Goes Shopping                 | pap                                |                      |
| 1990 | Élünk, halunk, örökölünk                 | Daddy’s Dyin’: Who’s Got the Will?    | Harmony                            | Oberfrank Pál        |
| 1990 | Csak a holttestén keresztül              | Enid Is Sleeping                      | Harry                              |                      |
| 1991 | Zandalee                                 | Zandalee                              | Thierry Martin                     | Kautzky Armand       |
| 1992 | A simlis és a balfácán                   | Near Mrs.                             | Claude Jobert                      |                      |
| 1992 | Baby a fedélzeten                        | Baby on Board                         | Ernie                              |                      |
| 1993 | Elbaltázott bankrablás                   | Bank Robber                           | Gross rendőrtiszt                  |                      |
| 1994 | Beverly Hills-i zsaru 3.                 | Beverly Hills Cop III                 | William Rosewood őrmester          | Rékasi Károly        |
| 1994 | Beverly Hills-i zsaru 3.                 | Beverly Hills Cop III                 | William Rosewood őrmester          | Kaszás Attila        |
| 1994 | Télapu                                   | The Santa Clause                      | Dr. Neil Miller                    | Mihályi Győző        |
| 1997 | Utolsó életek                            | Last Lives                            | Merkhan                            | Varga T. József      |
| 1997 | Könnyen vedd a halált! 2. – A túszvonat  | Crackerjack 2                         | Jack Wild                          | Haás Vander Péter    |
| 1997 | Mr. Balhé                                | Family Plan                           | Jeffrey Chase                      | Fazekas István       |
| 1998 | Fű alatt                                 | Homegrown                             | rendőr                             | Balázsi Gyula        |
| 1999 | Csizmás Kandúr                           | Puss in Boots                         | Gunther (hangja)                   | Czvetkó Sándor       |
| 1999 | Kismalac az öcsikém                      | My Brother the Pig                    | Richard Caldwell                   |                      |
| 1999 | Egyiptomi barangolás                     | Walking Across Egypt                  | Robert Rigsbee                     |                      |
| 2000 |                                          | Big Monster on Campus                 | Mr. Stein                          |                      |
| 2000 | Rendkívüli hírek                         | Newsbreak                             | Jake McCallum                      |                      |
| 2000 | Beethoven 3.                             | Beethoven’s 3rd                       | Richard Newton                     | Kaszás Attila        |
| 2000 |                                          | Ping!                                 | Louie                              |                      |
| 2000 |                                          | Wild Blue                             | Ray Walker                         |                      |
| 2000 | Egy lúzer naplója                        | Enemies of Laughter                   | Sam                                |                      |
| 2001 | Beethoven 4.                             | Beethoven’s 4th                       | Richard Newton                     | Csankó Zoltán        |
| 2001 | Élő fegyver                              | Mindstorm                             | Evan Mink                          |                      |
| 2001 |                                          | Hollywood Palm                        | David                              |                      |
| 2001 |                                          | The Meeksville Ghost                  | Lucuis C. Meeks                    |                      |
| 2001 |                                          | Betaville                             | Efron Norbert tábornok             |                      |
| 2002 | Családban marad                          | Whacked!                              | Peter Klein                        |                      |
| 2002 | Télapu 2. – Veszélyben a karácsony       | The Santa Clause 2                    | Dr. Neil Miller                    | Mihályi Győző        |
| 2002 |                                          | No Place Like Home                    | Jack McGregor                      |                      |
| 2004 | Clifford nagyon nagy kalandja            | Clifford's Really Big Movie           | Larry Gablegobble (hangja)         |                      |
| 2005 | Tuti kis öngyilkos buli                  | Checking Out                          | Barry Applebaum                    | Schnell Ádám         |
| 2006 | Télapu 3. – A szánbitorló                | The Santa Clause 3: The Escape Clause | Dr. Neil Miller                    | Mihályi Győző        |
| 2008 | Döntő szavazat                           | Swing Vote                            | Walt                               |                      |
| 2009 | Dr. Dolittle – Millió dolláros szőrmókok | Dr. Dolittle: Million Dollar Mutts    | tévécsatorna vezetője              | Hegedüs Miklós       |
| 2012 |                                          | Comics Open                           | Thadeus Thorogroin III             |                      |
| 2014 |                                          | I Am Potential                        | Dr. Greg Byrne                     |                      |
| 2015 |                                          | My Many Sons                          | Don Meyer edző                     |                      |
| 2015 |                                          | Highly Functional                     | Pete                               |                      |
| 2017 |                                          | Bad Grandmas                          | Harry                              |                      |
| 2024 | Beverly Hills-i zsaru: Axel Foley        | Beverly Hills Cop: Axel F             | William "Billy" Rosewood nyomozó   | Sztarenki Pál        |

### Televízió

#### Tévéfilm
| Év   | Magyar cím                   | Eredeti cím                                    | Szerep                      | Magyar hang  |
| ---- | ---------------------------- | ---------------------------------------------- | --------------------------- | ------------ |
| 1979 |                              | Survival of Dana                               | Bear                        |              |
| 1984 |                              | A Matter of Sex                                | Tobe Rasmussen              |              |
| 1984 |                              | Booker                                         | Newt Burroughs              |              |
| 1984 |                              | Never Again                                    | Larry Newman                |              |
| 1988 |                              | Promised a Miracle                             | Larry Parker                |              |
| 1992 |                              | Black Magic                                    | Alex Gage                   |              |
| 1992 | Pápaszem                     | Four Eyes and Six-Guns                         | Earnest Allbright           | Józsa Imre   |
| 1995 |                              | As Good as Dead                                | Ron Holden / Aaron Warfield |              |
| 1995 |                              | The Wharf Rat                                  | Doc                         |              |
| 1995 |                              | Dad, the Angel & Me                            | Jason Fielder               |              |
| 1996 |                              | The Right to Remain Silent                     | Buford Lowry / Billy Flan   |              |
| 1996 |                              | Special Report: Journey to Mars                | Ryan West                   |              |
| 1997 | Féktelen száguldás           | Runaway Car                                    | Ed Lautner                  | Melis Gábor  |
| 1997 | Féktelen száguldás           | Runaway Car                                    | Ed Lautner                  | Schnell Ádám |
| 1998 | Mámor                        | Floating Away                                  | Lloyd                       |              |
| 1999 | Komputerzsaruk               | NetForce                                       | Will Stiles                 |              |
| 1999 |                              | Coming Unglued                                 | Paul Hartwood               |              |
| 2001 |                              | North Hollywood                                | önmaga                      |              |
| 2002 | Halálos szívverés            | Dead in a Heartbeat                            | Tom Royko hadnagy           | László Zsolt |
| 2003 | Haláli Hálaadás              | National Lampoon's Thanksgiving Family Reunion | Dr. Mitch Snider            | Schnell Ádám |
| 2004 |                              | The Hollow                                     | Carl                        |              |
| 2017 | Négy karácsony és egy esküvő | Four Christmases and a Wedding                 | Russ Peterson               |              |

#### Sorozat
| Év        | Magyar cím              | Eredeti cím                        | Szerep                      | Megjegyzések                                |
| --------- | ----------------------- | ---------------------------------- | --------------------------- | ------------------------------------------- |
| 1979      |                         | The New Adventures of Wonder Woman | Jeffrey Gordon              | 1 epizód                                    |
| 1980      | Magnum                  | Magnum, P.I.                       | Wolfe tengerész             | - 1 epizód - magyar hangja: - Fekete Zoltán |
| 1981      |                         | Insight                            | Bill Cameron                | 1 epizód                                    |
| 1982      |                         | Open All Night                     | Justin                      | 1 epizód                                    |
| 1988      | Saturday Night Live     | Saturday Night Live                | házigazda / egyéb szereplők | 1 epizód                                    |
| 1993      |                         | General Motors Playwrights Theater | Michael                     | 1 epizód                                    |
| 1993      |                         | Ghostwriter                        | Brett Pierce                | 1 epizód                                    |
| 1994      |                         | Lonesome Dove: The Series          | Caleb Fowler                | minisorozat (1 epizód)                      |
| 1994      |                         | Adventures in Wonderland           | Dr. Busbee                  | 1 epizód                                    |
| 1994      | Seinfeld                | Seinfeld                           | Aaron                       | 1 epizód                                    |
| 1996      |                         | Secret Service Guy                 | Steve Kessler               | főszereplő (7 epizód)                       |
| 1998      |                         | Ellen                              | Trevor                      | 1 epizód                                    |
| 2000      |                         | Clerks: The Animated Series        | Judge Reinhold (hangja)     | 1 epizód                                    |
| 2003      |                         | The O'Keefes                       | Harry O'Keefe               | főszereplő (8 epizód)                       |
| 2003      | Férjek gyöngye          | The King of Queens                 | Dr. Roy Crawford            | 1 epizód                                    |
| 2004      | Monk – A flúgos nyomozó | Monk                               | Alby Drake                  | 1 epizód                                    |
| 2004      | Holtsáv                 | The Dead Zone                      | Rowin igazgató              | 1 epizód                                    |
| 2005      |                         | Into the West                      | Douglas Hillman             | minisorozat (1 epizód)                      |
| 2005      | Tini titánok            | Teen Titans                        | Negative Man (hangja)       | 1 epizód                                    |
| 2005      | A kertvárosi gettó      | The Boondocks                      | Mr. Uberwitz (hangja)       | 1 epizód                                    |
| 2006      | Az ítélet: család       | Arrested Development               | önmaga                      | 1 epizód                                    |
| 2008–2009 |                         | Easy Money                         | Barry                       | 4 epizód                                    |
| 2016      |                         | The Detour                         | Davey                       | 2 epizód                                    |

## Fordítás
- Ez a szócikk részben vagy egészben  a   Judge Reinhold című angol Wikipédia-szócikk ezen változatának fordításán alapul.  Az eredeti cikk szerkesztőit annak laptörténete sorolja fel. Ez a jelzés csupán a megfogalmazás eredetét és a szerzői jogokat jelzi, nem szolgál a cikkben szereplő információk forrásmegjelöléseként.
- Ez a szócikk részben vagy egészben  a   Judge Reinhold filmography című angol Wikipédia-szócikk ezen változatának fordításán alapul.  Az eredeti cikk szerkesztőit annak laptörténete sorolja fel. Ez a jelzés csupán a megfogalmazás eredetét és a szerzői jogokat jelzi, nem szolgál a cikkben szereplő információk forrásmegjelöléseként.